# 米哈伊利夫卡 (卡贊卡市鎮)
47°51′32″N 33°0′16″E / 47.85889°N 33.00444°E
米哈伊利夫卡（烏克蘭語：Михайлівка）是位於烏克蘭南部的村莊，由尼古拉耶夫州巴什坦卡區的卡贊卡市鎮負責管轄。該村始建於1896年，面積1.9平方公里，海拔高度105米，2001年人口593，人口密度每平方公里312.1人。